# Pelajau (Banyuasin III)
Pelajau is een bestuurslaag in het regentschap Banyuasin van de provincie Zuid-Sumatra, Indonesië. Pelajau telt 1385 inwoners (volkstelling 2010).